# Női 4 × 100 méteres váltófutás a 2015-ös atlétikai világbajnokságon
A 2015-ös atlétikai világbajnokságon a női 4 × 100 méteres váltófutás versenyszámának selejtezőit és döntőjét a Pekingi Nemzeti Stadionban rendezték. A győztes Jamaica csapata lett.

## Előfutamok
| #   | Ország             | Versenyzők                                                                         | Idő   |   |
| --- | ------------------ | ---------------------------------------------------------------------------------- | ----- | - |
| 1.  | Jamaica            | Sherone Simpson Natasha Morrison Kerron Stewart Shelly-Ann Fraser-Pryce            | 41,84 | Q |
| 2.  | Egyesült Államok   | English Gardner Allyson Felix Jenna Prandini Jasmine Todd                          | 42,00 | Q |
| 3.  | Trinidad és Tobago | Kelly-Ann Baptiste Michelle-Lee Ahye Reyare Thomas Khalifa St. Fort                | 42,24 | Q |
| 4.  | Hollandia          | Nadine Visser Dafne Schippers Naomi Sedney Jamile Samuel                           | 42,32 | Q |
| 5.  | Egyesült Királyság | Asha Philip Jodie Williams Bianca Williams Desiree Henry                           | 42,48 | Q |
| 6.  | Kanada             | Crystal Emmanuel Kimberly Hyacinthe Isatu Fofanah Khamica Bingham                  | 42,60 | Q |
| 7.  | Németország        | Rebekka Haase Alexandra Burghardt Gina Lückenkemper Verena Sailer                  | 42,64 | q |
| 8.  | Oroszország        | Marina Pantyelejeva Kszenyija Rizsova Jelizaveta Demirova Alekszandrovna Szmirnova | 43,09 | q |
| 9.  | Brazília           | Bruna Farias Franciela Krasucki Vitória Cristina Rosa Rosângela Santos             | 43,15 |   |
| 10. | Kína               | Liang Xiaojing Kong Lingwei Lin Huijun Wei Yongli                                  | 43,18 |   |
| 11. | Lengyelország      | Agata Forkasiewicz Anna Kiełbasińska Weronika Wedler Marta Jeschke                 | 43,20 |   |
| 12. | Olaszország        | Giulia Riva Irene Siragusa Anna Bongiorni Gloria Hooper                            | 43,22 |   |
| 13. | Svájc              | Marisa Lavanchy Léa Sprunger Mujinga Kambundji Sarah Atcho                         | 43,38 |   |
| 14. | Franciaország      | Lénora Guion-Firmin Stella Akakpo Maroussia Paré Céline Distel-Bonnet              | 43,58 |   |
| 15. | Ukrajna            | Oleszja Povh Natalija Sztrohova Hrisztina Sztuj Natalija Pihida                    | 43,59 |   |
| 16. | Nigéria            | Gloria Asumnu Stephanie Kalu Deborah Oluwaseun Odeyemi Cecilia Francis             | 43,89 |   |

## Döntő
| #  | Ország             | Versenyzők                                                                       | Idő     |
| -- | ------------------ | -------------------------------------------------------------------------------- | ------- |
|    | Jamaica            | Veronica Campbell-Brown Natasha Morrison Elaine Thompson Shelly-Ann Fraser-Pryce | 41,07   |
|    | Egyesült Államok   | English Gardner Allyson Felix Jenna Prandini Jasmine Todd                        | 41,68   |
|    | Trinidad és Tobago | Kelly-Ann Baptiste Michelle-Lee Ahye Reyare Thomas Semoy Hackett                 | 42,03   |
| 4. | Egyesült Királyság | Asha Philip Dina Asher-Smith Jodie Williams Desiree Henry                        | 42,10   |
| 5. | Németország        | Rebekka Haase Alexandra Burghardt Gina Lückenkemper Verena Sailer                | 42,64   |
| 6. | Kanada             | Crystal Emmanuel Kimberly Hyacinthe Isatu Fofanah Khamica Bingham                | 43,05   |
| 7. | Oroszország        | Marina Pantyelejeva Kszenyija Rizsova Jelizaveta Demirova Anna Kukuskina         | Kiesett |
| 8. | Hollandia          | Nadine Visser Dafne Schippers Naomi Sedney Jamile Samuel                         | Kizárva |